# It (película de 2017)
It (titulada: Eso (It) en Hispanoamérica) es una película de terror sobrenatural estadounidense de 2017, dirigida por Andrés Muschietti, y escrita por Chase Palmer, Cary Fukunaga, y Gary Dauberman. Es la segunda adaptación de la novela homónima de Stephen King y está destinada a ser la primera entrega de una duología planificada. La novela fue adaptada previamente en una miniserie de 1990. La película cuenta la historia de siete niños en Derry, Maine, que son aterrorizados por un ser epónimo, y deberán hacer frente a sus propios demonios personales para lograr enfrentarse a él.
La película está dirigida por el argentino Andrés Muschietti y escrita por Chase Palmer, Cary Fukunaga y Gary Dauberman. Jaeden Martell interpreta a Bill Denbrough y Bill Skarsgård a Pennywise, el payaso, con Jeremy Ray Taylor, Sophia Lillis, Finn Wolfhard, Wyatt Oleff, Chosen Jacobs, Jack Dylan Grazer, Nicholas Hamilton y Jackson Robert Scott como protagonistas.
Filmada en el sur de Ontario, la fotografía principal comenzó en Riverdale, Toronto, el 27 de junio de 2016 y terminó el 21 de septiembre de 2016. Otros lugares de Ontario que también fueron utilizados en el rodaje son Port Hope y Oshawa.
It se estrenó en Los Ángeles el 6 de septiembre de 2017 y fue lanzada en los Estados Unidos el 8 de septiembre de 2017. La película ha recaudado más de 700 millones de dólares en todo el mundo, convirtiéndose así en la película de terror más taquillera de la historia. Ha recibido críticas positivas, con críticos elogiando la actuación, dirección y fidelidad a la novela.

## Argumento
En octubre de 1988, Bill Denbrough, de doce años, construye un velero de papel para Georgie, su hermano de seis años. Georgie navega con el barco por las lluviosas calles de la pequeña ciudad de Derry, Maine, sólo para que se caiga por una alcantarilla. Cuando intenta recuperarlo, Georgie ve un payaso en el desagüe, que se presenta como "Pennywise, el payaso bailarín". Pennywise atrae a Georgie para que se acerque, luego le arranca el brazo de una mordida y lo arrastra a la alcantarilla.
El verano siguiente, en junio de 1989, Bill y sus amigos Richie Tozier, Eddie Kaspbrak y Stan Uris se enfrentan a los matones mayores Henry Bowers, Belch Huggins, Patrick Hockstetter y Victor Criss. Bill, todavía atormentado por la desaparición de Georgie, calcula que el cuerpo de su hermano puede haber aparecido en un páramo pantanoso llamado Barrens. Recluta a sus amigos para que investiguen, creyendo que Georgie puede seguir vivo. Ben Hanscom, uno de los nuevos compañeros de Bill, se entera de que las tragedias inexplicables y las desapariciones de niños han asolado el pueblo durante siglos. Al ser el objetivo de la banda de Bowers, Ben huye a los Barrens y se reúne con el grupo de Bill. Encuentran la zapatilla de una niña desaparecida llamada Betty Ripsom, mientras que Patrick es asesinado por Pennywise mientras busca a Ben en las alcantarillas.
Beverly Marsh, una chica acosada por su supuesta promiscuidad, también se une al grupo; tanto Bill como Ben desarrollan sentimientos por ella. Más tarde, el grupo se hace amigo del huérfano Mike Hanlon tras rescatarlo de Bowers. Todos los miembros del grupo se encuentran con manifestaciones aterradoras del mismo payaso amenazador que atacó a Georgie: un niño no muerto sin cabeza (Ben), un fregadero que escupe sangre que sólo pueden ver los niños (Beverly), un leproso enfermo y putrefacto (Eddie), un inquietante cuadro que cobra vida (Stan), los padres de Mike quemándose vivos (Mike), y un aterrador fantasma de Georgie (Bill). Ahora se llaman a sí mismos "El Club de los Perdedores" y se dan cuenta de que todos están siendo acechados por la misma entidad, a la que se refieren como "Eso". Determinan que se presenta como sus peores temores individuales, despertando cada 27 años para alimentarse de los niños de Derry antes de reanudar la hibernación, y se desplaza utilizando las líneas de alcantarillado, que conducen a un viejo pozo de piedra escondido bajo una casa abandonada en la calle Neibolt. Después de que Pennywise los ataca, el grupo se aventura a la casa para enfrentarse a Él, sólo para ser separados y aterrorizados. Mientras Pennywise se regodea con Bill sobre Georgie, los Perdedores se reagrupan y Beverly empala a Pennywise en la cabeza, obligando al payaso a retirarse. El grupo huye de la casa y comienza a dividirse, con sólo Bill y Beverly decididos a luchar contra Eso.
Semanas más tarde, después de que Beverly se enfrente e incapacite a su padre que abusa sexualmente de ella, Pennywise la secuestra. El Club de los Perdedores se reúne de nuevo y regresa a la casa abandonada para rescatarla. Bowers, que ha asesinado a su padre maltratador después de ser enloquecido por Eso, ataca al grupo; Mike se defiende y empuja a Bowers al pozo. Los Perdedores descienden a las alcantarillas y encuentran la guarida subterránea de Eso, que contiene una montaña de accesorios de circo en descomposición y pertenencias de los niños, alrededor de la cual los cuerpos de las víctimas infantiles de Eso flotan en el aire. Beverly, ahora catatónica después de haber sido expuesta a luces brillantes dentro de la boca abierta de Eso, recupera la conciencia cuando Ben la besa. Bill se encuentra con Georgie, pero reconoce que es Eso disfrazado. Como Pennywise, toma a Bill como rehén, ofreciéndole perdonar a los demás y entrar en hibernación si le dejan alimentarse de Bill. Los Perdedores lo rechazan y luchan contra él mientras superan sus miedos. Finalmente es derrotado y se retira a las alcantarillas, con Bill declarando que morirá de hambre durante su hibernación. Después de encontrar los restos del impermeable de Georgie, Bill finalmente acepta la muerte de su hermano y sus amigos lo consuelan.
Cuando el verano llega a su fin, Beverly informa al grupo de una visión que tuvo mientras estaba catatónica, en la que les veía luchando de nuevo como adultos. Los Perdedores hacen un juramento de sangre de que volverán a Derry como adultos si Eso regresa. Después de que los demás se despidan y se dispersen, Beverly y Bill hablan de que ella se irá al día siguiente a vivir con su tía en Portland. Antes de que ella se vaya, Bill le revela sus sentimientos y se besan.

## Reparto
- Bill Skarsgård como Pennywise, el payaso.
- Jaeden Martell como Bill Denbrough.
- Sophia Lillis como Beverly «Bev» Marsh.
- Finn Wolfhard como Richie Tozier.
- Jack Dylan Grazer como Eddie Kaspbrak.
- Jeremy Ray Taylor como Ben Hanscom.
- Chosen Jacobs como Mike Hanlon.
- Wyatt Oleff como Stanley «Stan» Uris.
- Jackson Robert Scott como Georgie Denbrough.
- Nicholas Hamilton como Henry Bowers.
- Owen Teague como Patrick Hockstetter.
- Logan Thompson como Victor «Vic» Criss.
- Jake Sim como Reginald «Belch» Huggins.
- Stephen Bogaert como Alvin Marsh.
- Molly Atkinson como Sonia Kaspbrak.
- Joe Bostick como Sr. Keene.
- Megan Charpentier como Gretta Keene.
- Geoffrey Pounsett como Zack Denbrough.
- Stuart Hughes como Oscar «Butch» Bowers.
- Steven Williams como Leroy Hanlon.
- Ari Cohen como Rabbi Uris.
- Pip Dwyer como Sharon Denbrough
- Elizabeth Saunders como Barbara Starrett, la bibliotecaria.
- Edie Inksetter como animadora infantil.
- Javier Botet como El leproso.
- Tatum Lee como Judith muerta.

## Doblaje
| Actor original Estados Unidos | Personaje       | Actor de voz España | Actor de voz México |
| ----------------------------- | --------------- | ------------------- | ------------------- |
| Bill Skarsgård                | Pennywise / Eso | Marc Gómez          | Carlos Hernández    |
| Jaeden Lieberher              | Bill Denbrough  | Ismael Abadal       | Ángel Rodríguez     |
| Finn Wolfhard                 | Richie Tozier   | Aitor Garrido       | Carlos Siller       |
| Sophia Lillis                 | Beverly Marsh   | Elena Barra         | Nycolle González    |
| Jack Dylan Grazer             | Eddie Kaspbrak  | Álvaro Balas        | Max Durán           |

| Créditos técnicos (España) - Estudio de Doblaje: Deluxe 103, Madrid y Barcelona - Director de Doblaje: César Martínez - Traductor: Eva Garcés - Adaptación: César Martínez - Producción de Doblaje: Warner Española S.A. de C.V. | Créditos técnicos (México) - Estudio de Doblaje: International Dubbing Factory, México, D. F. - Director de Doblaje: María Fernanda Morales - Traductor: Hilda Alegre - Producción de Doblaje: Macías Group - Grabación de Diálogos: José Luis Reyes - Mezcla de Diálogos: Marco Hernández - Edición de Diálogos: Juan Hernández - Dirección de Producción: Alex Gónzalez |

## Producción
El proyecto ha estado en marcha desde el año 2009 con reportes y anuncios oficiales periódicos que rara vez se materializaron. La película ha pasado por dos importantes fases: inicialmente estuvo al mando de Cary Fukunaga y luego a cargo de Andrés Muschietti.

### Cary Fukunaga (2009–2015)
El 12 de marzo de 2009, Variety informó que Warner Bros. traería la novela de Stephen King a la pantalla grande con la adaptación de David Kajganich y la producción de Dan Lin, Roy Lee y Doug Davison. Sabiendo que Warner Bros. estaba comprometida a adaptar It como un solo largometraje, Kajganich comenzó a releer la novela para encontrar una estructura que acomodara semejante cantidad de personajes en dos periodos de tiempo diferentes dentro de un guion de 120 páginas según lo estipuló Warner Bros. Kajganich trabajó previamente con Lin, Lee y Davison en The Invasion, quienes le darían tiempo suficiente para lograr un buen guion preliminar. Kajganich quería ambientar la película en la década de 1980 y en el presente, imitando así el espacio de veintisiete años que Stephen King usó en su libro, y poniendo especial énfasis en las historias de fondo de todos los personajes.

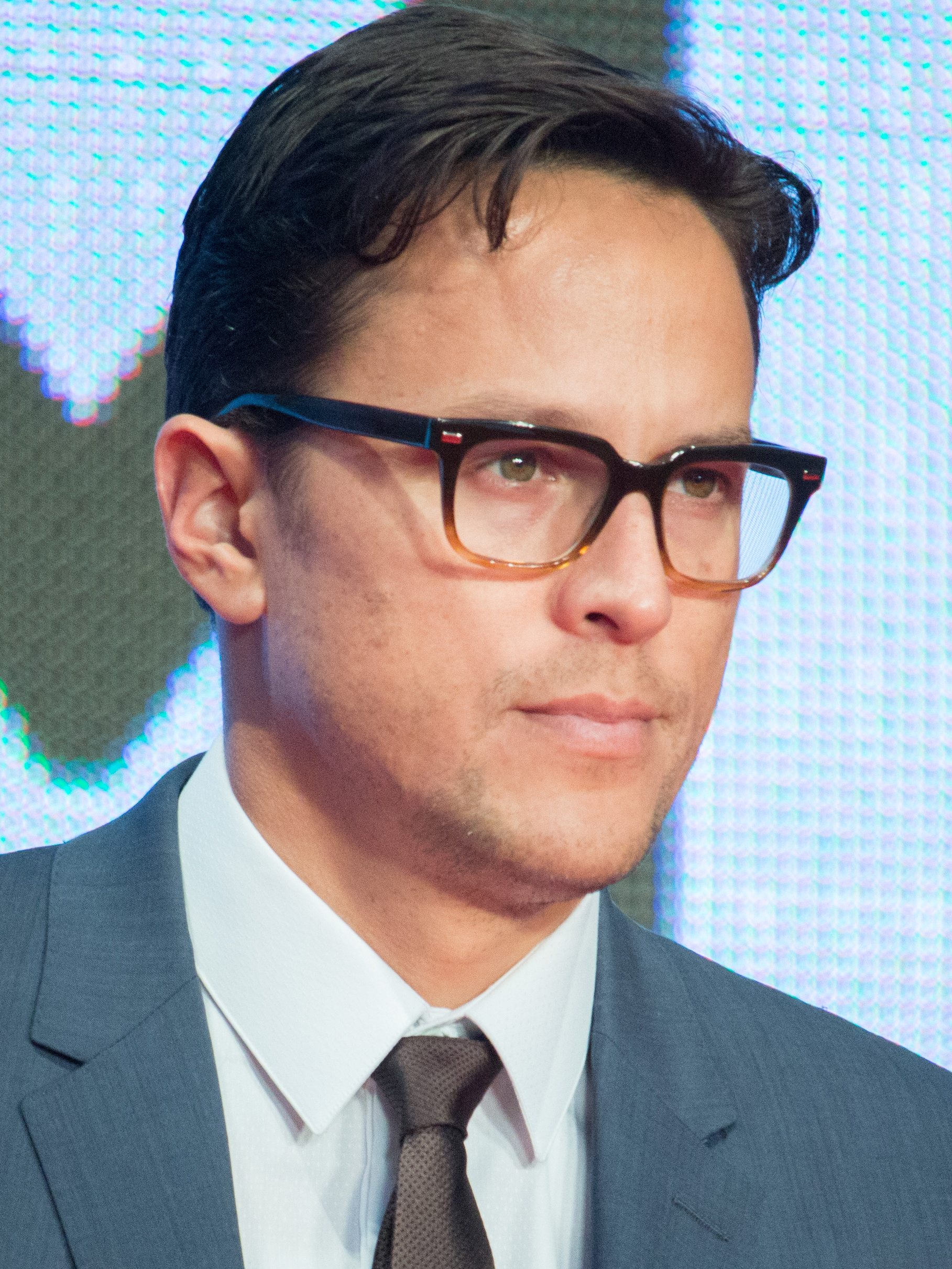
Cary Fukunaga.

Kajganich admitió que su actor favorito para interpretar al payaso Pennywise hubiese sido el fallecido Buster Keaton. También aseguró que el Pennywise que él escribió era un poco menos consciente de su ironía y surrealismo. En junio de 2010, el guion estaba siendo reescrito por Kajganich.
El 7 de junio de 2012, The Hollywood Reporter reveló que Cary Fukunaga había ingresado al proyecto como director y que él escribiría el guion junto a Chase Palmer. Los ejecutivos Roy Lee y Dan Lin estarían a cargo de la producción acompañados por Seth Grahame-Smith y David Katzenberg de Katz Smith Productions. El 21 de mayo de 2014, Warner Bros. anunció que movería la película a su división New Line Cinema, quedando bajo la supervisión de Walter Hamada, Dave Neustadter y Niija Kuykendall. El 5 de diciembre de 2014, en una entrevista con la revista Vulture, Dan Lin anunció que serían dos películas. La primera parte mostraría a los niños atormentados por Eso y la segunda mostraría a los mismos personajes combatiéndolo como adultos. Lin también declaró que Fukunaga solo dirigiría el primer filme aunque se encontraba en negociaciones para dirigir el segundo. Por último, él mismo aseguró que Stephen King quedó conforme con el guion de la película y en respuesta solo les envió bendiciones.
El 3 de febrero de 2015, Fukunaga fue entrevistado por la revista Slate. Consultado por It, aseguró que ya tenía a varios actores en mente para interpretar al personaje de Pennywise. El 3 de marzo del mismo año, Fukunaga volvió a hablar de la película y sus ansias de encontrar al hombre perfecto para Pennywise. Fukunaga también reveló que él y Chase Palmer habían retocado algunas partes del guion.
El 25 de mayo de 2015, se informó que Fukunaga abandonaba la dirección de It. De acuerdo al sitio TheWrap, Fukunaga tuvo desacuerdos con el estudio y no quiso comprometer su visión artística ante los recortes de presupuesto de New Line Cinema, la cual accedió a financiar la primera película con 30 millones de dólares. Fukunaga aseguró que estaba conforme con el presupuesto, pero no con las modificaciones que el estudio quería hacer en el guion. Consultado por la renuncia de Fukunaga, Stephen King dijo: «La nueva versión de It puede estar muerta —o viva— pero siempre tendremos a Tim Curry. Él aún está flotando en las alcantarillas de Derry».
En 4 de mayo de 2016, fue anunciado oficialmente que el inglés Will Poulter había sido seleccionado para interpretar a Pennywise después de impresionar a Fukunaga con su audición y que había superado a Hugo Weaving, que era el otro actor que competía por el rol.

### Andrés Muschietti (2015-presente)
El 16 de julio de 2015, se informó que el argentino Andrés Muschietti estaba en negociaciones para dirigir It y que New Line Cinema estaba buscando un escritor que redactase un nuevo guion ajustado a la visión de Muschietti. También se anunció que la hermana de Andrés, Bárbara Muschietti, participaría como productora y que Richard Brener se uniría a Hamada, Neustadter y Kuykendall como supervisores del proyecto. El 22 de abril de 2016, Will Poulter renunció oficialmente como protagonista debido a conflictos de agenda y ese mismo día se anunció la fecha de estreno del filme: el 8 de septiembre de 2017.

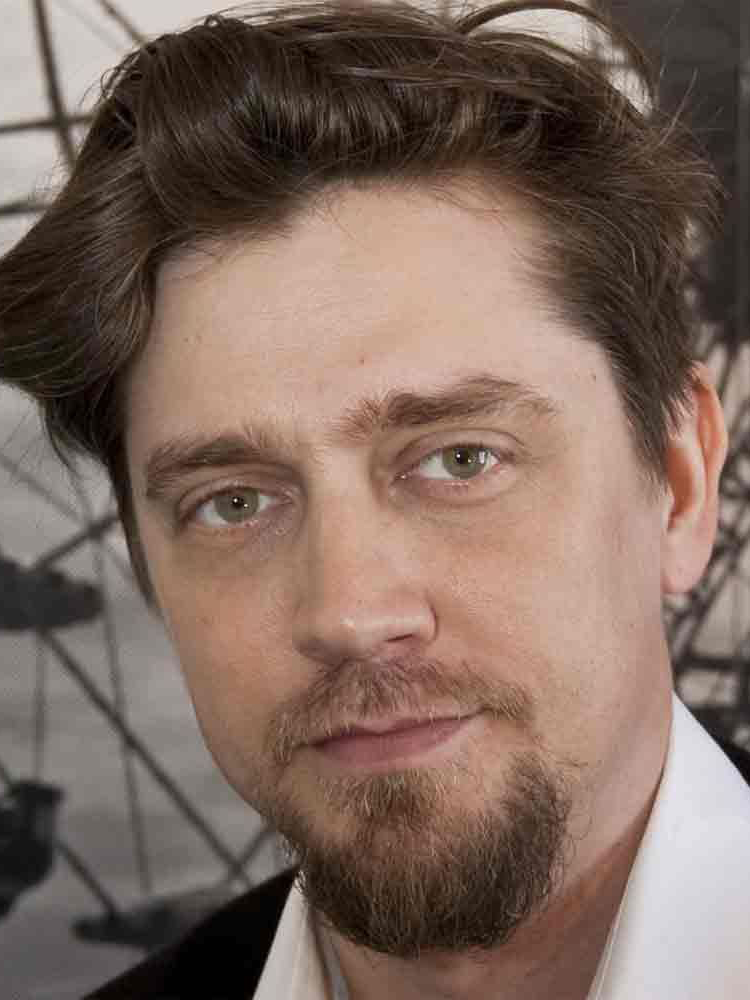
Andrés Muschietti.

El 30 de octubre de 2015, Muschietti fue entrevistado por Variety, donde habló de su visión sobre la película. También dijo que Poulter aún estaba dentro de las opciones para interpretar a Pennywise. Muschietti afirmó que el rodaje de It sería durante los meses de verano para poder trabajar con los niños que protagonizarían la primera película. Además aseguró que en la película no habrían momias ni lobos, ya que los miedos serían mucho más sorprendentes. El 19 de febrero de 2016, en la reunión de ejecutivos de videojuegos D.I.C.E. Summit, el productor Roy Lee confirmó que el guion original de Cary Fukunaga y Chase Palmer había sido reescrito por Gary Dauberman.
El 5 de mayo de 2016, en una entrevista con Collider.com, Dave Kajganich, el guionista contratado para escribir la película en el año 2010, expresó incertidumbre sobre si los primeros guiones escritos por él serían utilizados por Dauberman y Muschietti. Al respecto señaló: «Sabemos que hay un nuevo director, no sé si él usará nuestros primeros borradores o si escribirá desde cero. No lo sabré hasta que salga la película. ¡No sé cómo funciona! Si lo averigua, hágamelo saber».
El 2 de junio de 2016, Jaeden Lieberher fue confirmado como el intérprete de Bill Denbrough y The Hollywood Reporter informó que los actores Bill Skarsgård, Ben Mendelsohn y Stephen R. Hart estaban en las negociaciones finales para quedarse con el papel del payaso Pennywise. Finalmente, el papel fue para Skarsgård. El resto del elenco lo componen los niños Finn Wolfhard, Jack Dylan Grazer, Wyatt Oleff, Chosen Jacobs y Jeremy Ray Taylor. El mismo 2 de junio, se hizo una convocatoria para extras. Además, la producción requería una banda de música y automóviles de entre 1970 y 1989.

### Rodaje
El rodaje de la película se llevó a cabo entre el 27 de junio y el 21 de septiembre de 2016 en Toronto (Canadá).
El 22 de julio de 2016, Bárbara Muschietti fue entrevistada por Northumberland News, ocasión en la que habló sobre los lugares de filmación de It, destacando la belleza de Port Hope (Canadá) como telón de fondo para la película. Al respecto señaló: «Estábamos buscando un pueblo idílico, uno que tuviera un fuerte contraste para la historia. Port Hope es el tipo de lugar en el que todos desearíamos haber crecido: largos veranos montando bicicleta, caminatas por el lago, una adorable avenida principal, encantadoras casas con verdes prados, gente cariñosa». Muschietti también mencionó que 360 extras de esa zona fueron utilizados en el rodaje, desde adultos hasta niños.

### Diseño de vestuario

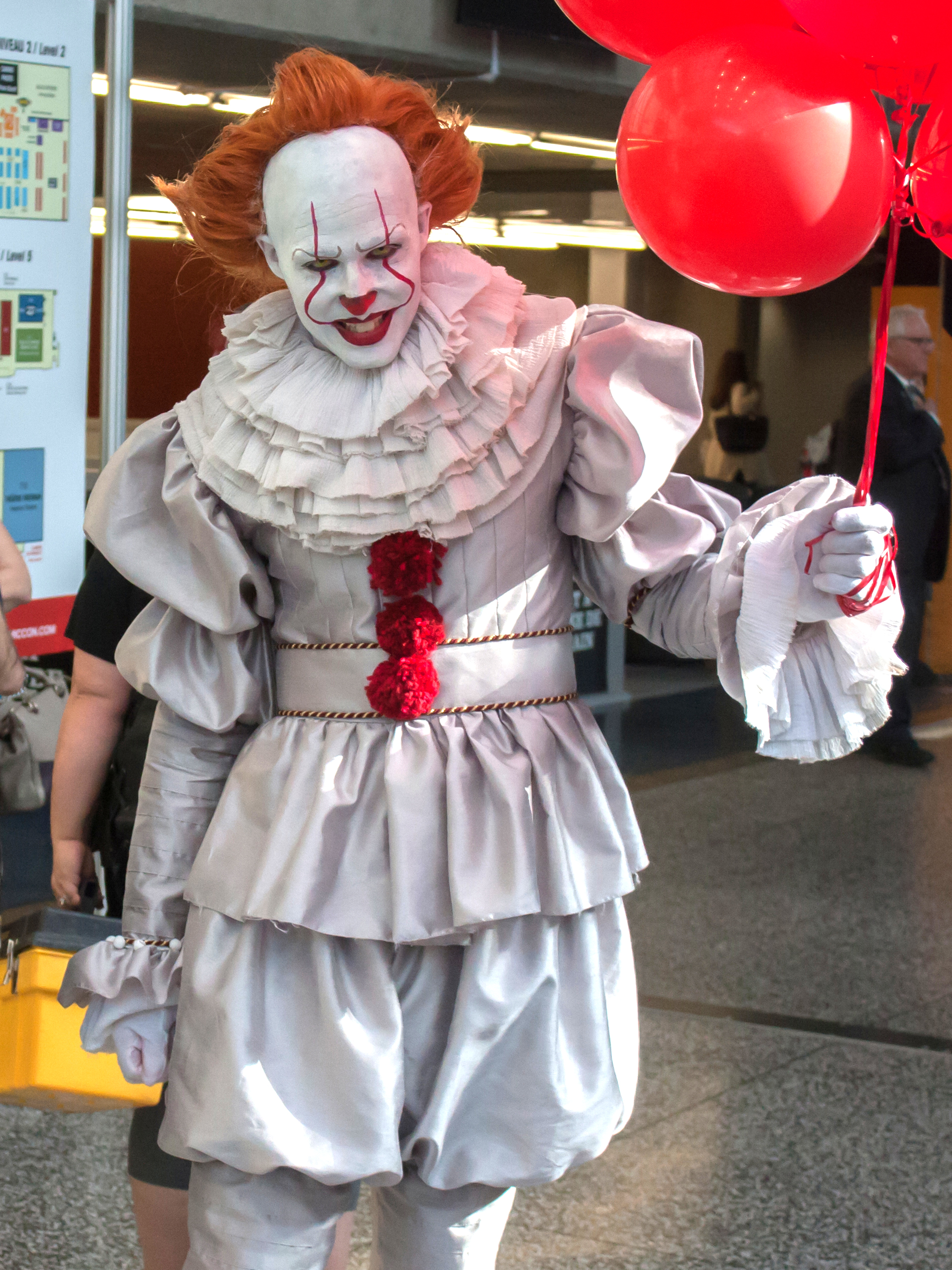
Cosplay de Pennywise en la Comiccon de Montreal 2017.

El 16 de agosto de 2016, en una entrevista con Entertainment Weekly, la diseñadora de vestuario Janie Bryant habló sobre la creación del atuendo de Pennywise y los estilos en los que se inspiró, como el medieval, el renacentista, el isabelino y el victoriano. Bryant explicó que el traje incorpora todas estas «vidas pasadas» dado el hecho que Pennywise es un payaso que ha vivido en distintas épocas. Al diseñar el vestuario, Bryant incluyó un plisado Fortuny que le da al traje un efecto crepé. Al respecto, Bryant señaló: «Es una técnica diferente a la utilizada por los isabelinos. Es más orgánico, más puro. Tiene una cualidad caprichosa y flexible. No es una traducción directa de un collarín, el cual fue un cuello popular durante el periodo isabelino».
Bryant jugó con múltiples eras para reflejar la inmortalidad de Pennywise y otorgarle una apariencia de muñeco. Según ella, el pantalón corto, la chaqueta con cintura alta y el ajuste del traje son elementos que le dan al personaje un aspecto infantil.

## Música
El 23 de marzo de 2017, Benjamin Wallfisch fue anunciado como el compositor del score de It.
El álbum de la banda sonora salió en preventa en agosto de 2017.

## Promoción
El primer avance de It —de 90 segundos de duración— fue exhibido durante el festival South by Southwest el 11 de marzo de 2017. Posteriormente, el 29 de marzo, un tráiler más extenso fue publicado por Warner Bros. en su canal de YouTube, batiendo un récord al registrar 197 millones de reproducciones en las primeras 24 horas. El 7 de mayo de 2017, durante la ceremonia de los premios MTV Movie & TV Awards, los niños del elenco presentaron un nuevo avance enfocado en el «Club de los Perdedores». Después, el 27 de julio, el estudio publicó un nuevo avance que incluyó más imágenes del payaso Pennywise.

## Recepción

### Crítica
It ha recibido generalmente reseñas positivas por parte de la crítica, así como de la audiencia y los fanes. En el portal de internet Rotten Tomatoes, la película posee una aprobación de 86%, basada en 288 reseñas, con una calificación de 7,2/10, y con un consenso que dice «Bien actuada y diabólicamente aterradora con una historia emocionalmente conmovedora en su centro, It (Eso) ama la clásica novela de Stephen King sin perder contacto con su corazón». De parte de la audiencia ha recibido una aprobación de 87%, basada en 44 392 votos, con una calificación de 4,2/5.
La página Metacritic le ha dado a la película una puntuación de 70 de 100, basada en 48 reseñas, indicando «reseñas generalmente favorables». Las audiencias de CinemaScore le han dado una «B+» en una escala de «A+» a «F», mientras que en el sitio IMDb los usuarios le han dado una puntuación de 7,6/10, sobre la base de más de 200 000 votos.

## Fechas de estreno mundial
| País                                                                          | Fecha de estreno                   |
| ----------------------------------------------------------------------------- | ---------------------------------- |
| Alemania                                                                      | viernes 15 de septiembre de 2017   |
| Argentina                                                                     | jueves 21 de septiembre de 2017    |
| Australia                                                                     | jueves 28 de septiembre de 2017    |
| Austria                                                                       | viernes 15 de septiembre de 2017   |
| Bélgica                                                                       | viernes 15 de septiembre de 2017   |
| Belice · Costa Rica · El Salvador · Guatemala · Honduras · Nicaragua · Panamá | miércoles 13 de septiembre de 2017 |
| Brasil · Bolivia                                                              | jueves 14 de septiembre de 2017    |
| Chile                                                                         | jueves 7 de septiembre de 2017     |
| Colombia                                                                      | jueves 14 de septiembre de 2017    |
| Dinamarca                                                                     | viernes 15 de septiembre de 2017   |
| Ecuador                                                                       | jueves 4 de enero de 2018          |
| Egipto                                                                        | viernes 5 de enero de 2018         |
| España                                                                        | viernes 8 de septiembre de 2017    |
| Estados Unidos · Canadá                                                       | viernes 8 de septiembre de 2017    |
| Filipinas                                                                     | viernes 8 de septiembre de 2017    |
| Finlandia                                                                     | viernes 15 de septiembre de 2017   |
| Francia                                                                       | viernes 8 de septiembre de 2017    |

| País                 | Fecha de estreno                 |
| -------------------- | -------------------------------- |
| Grecia               | viernes 15 de septiembre de 2017 |
| Hong Kong            | viernes 22 de septiembre de 2017 |
| India                | viernes 19 de enero de 2018      |
| Israel               | viernes 29 de septiembre de 2017 |
| Italia               | viernes 8 de septiembre de 2017  |
| Japón                | sábado 2 de diciembre de 2017    |
| Líbano               | viernes 6 de octubre de 2017     |
| Malasia              | jueves 28 de septiembre de 2017  |
| México               | jueves 14 de septiembre de 2017  |
| Noruega              | viernes 29 de septiembre de 2017 |
| Nueva Zelanda        | viernes 22 de septiembre de 2017 |
| Países Bajos         | viernes 29 de septiembre de 2017 |
| Perú                 | jueves 7 de septiembre de 2017   |
| Portugal             | jueves 2 de noviembre de 2017    |
| Reino Unido Irlanda  | viernes 8 de septiembre de 2017  |
| República Dominicana | jueves 12 de octubre de 2017     |
| Singapur             | jueves 21 de septiembre de 2017  |
| Sudáfrica            | viernes 12 de octubre de 2017    |
| Suecia               | viernes 8 de septiembre de 2017  |
| Suiza                | viernes 15 de septiembre de 2017 |
| Tailandia            | sábado 16 de septiembre de 2017  |
| Taiwán               | sábado 9 de septiembre de 2017   |
| Uruguay              | jueves 21 de septiembre de 2017  |
| Venezuela            | jueves 21 de septiembre de 2017  |

## Premios y nominaciones
It recibió una nominación en los Golden Trailer Awards al Best Horror, la cual ganó.
| Lista de premios y nominaciones | Lista de premios y nominaciones | Lista de premios y nominaciones | Lista de premios y nominaciones | Lista de premios y nominaciones | Lista de premios y nominaciones |
| Premio                          | Fecha de ceremonia              | Categoría                       | Destinatario(s) y nominado(s)   | Resultado                       | Ref.                            |
| ------------------------------- | ------------------------------- | ------------------------------- | ------------------------------- | ------------------------------- | ------------------------------- |
| Golden Trailer Awards           | 6 de junio de 2017              | Mejor Terror                    | It                              | Ganador                         | [ 37 ]                          |

## Secuela
El 25 de septiembre de 2017 New Line Cinema anunció oficialmente que una secuela estaba en desarrollo. En octubre de 2017, el equipo técnico y creativo de la película se reunió para decidir si lanzar una segunda entrega de la película de It. Varios días después el equipo decidió dar el sí a la nueva entrega. Pasadas unas semanas Warner Bros y New Line dieron luz verde a la nueva película de It.
La película vuelve a estar dirigida por el argentino Andrés Muschietti; Bill Skarsgård vuelve a interpretar al payaso Pennywise. En esta nueva entrega no serán protagonistas niños, ya que se basa en las partes del libro en que los niños ya han crecido y serán interpretados por adultos. El estreno está programado para el 6 de septiembre de 2019. El guion está siendo escrito por Gary Dauberman, Cary Fukunaga y Chase Palmer.